# Return to Forever (álbum)
Return to Forever es el decimoctavo álbum de estudio de la banda alemana de hard rock y heavy metal Scorpions, publicado en 2015 por Sony Music en Europa y por New Door Records en los Estados Unidos. La idea detrás del álbum provino de un proyecto de 2011 llamado Outtakes, que consistía en recuperar canciones inacabadas escritas en los años ochenta para recopilarlas en un disco. Sin embargo, la empresa no prosperó debido a la extensión de la aquel entonces gira de despedida. En 2013, la banda trató de retomarlo, pero de nuevo lo cancelaron una vez que MTV les propuso realizar un álbum acústico. Para 2012 ya tenían más de una docena de canciones retrabajadas y grabadas, las cuales originalmente eran descartes de las sesiones de los discos Blackout (1982), Love at First Sting (1984), Savage Amusement (1988) y Crazy World (1990). 
En 2014, al darse cuenta de que al año siguiente Scorpions cumpliría cincuenta años de carrera, los músicos reconsideraron lo que estaban haciendo y decidieron crear un álbum de estudio como tal, para conmemorar ese acontecimiento. Así que se reunieron con los productores Mikael Andersson y Martin Hansen para reestructurar las pistas ya registradas y, además, comenzó un nuevo proceso creativo. En total, para finales de ese año contaban con más de treinta canciones, de las cuales muchas eran nuevas. Coescritas principalmente por Klaus Meine, Rudolf Schenker y los productores, las letras tratan principalmente sobre las situaciones por las que han pasado los músicos en esos cincuenta años. Al final, escogieron diecinueve canciones para publicarlas en un álbum doble. Sin embargo, el sello los obligó a que seleccionaran un puñado de ellas, ya que quería que algunas fueran editadas como pistas adicionales en los diferentes mercados. En resumen, la versión estándar del álbum contó con doce canciones: seis nuevas y seis retrabajadas.
Una vez que salió a la venta, recibió reseñas mayoritariamente favorables por parte de la prensa especializada. Aspectos como las letras retrospectivas, la música, la producción, la calidad vocal de Meine y la interpretación de los músicos fueron los puntos mejor evaluados. En contraparte, algunos reseñadores tuvieron una opinión mixta principalmente por la intervención en demasía de los productores en la composición de las canciones. Comercialmente, Return to Forever logró buenas posiciones en las listas musicales; por ejemplo, se ubicó entre los diez más vendidos en Alemania, Finlandia, Grecia, Hungría y Suiza. En 2015, la Syndicat National de l'Édition Phonographique (SNEP) lo certificó de disco de oro en Francia por vender más de 50 000 copias, mientras que la National Federation of Phonograph Producers (NFPP) le entregó uno de platino por superar las 10 000 unidades comercializadas en Rusia. Fuera de Europa, el álbum alcanzó posiciones medias en algunos países americanos y asiáticos.
Para difundir el álbum, durante 2015 se publicaron tres sencillos como descarga digital: «We Built this House», «Eye of the Storm» y «Going Out with a Bang». Además, el 1 de mayo en Zhenjiang (China) dio inicio el 50th Anniversary Tour que, además de promocionar el disco, sirvió para celebrar los cincuenta años de carrera. Con más de 120 conciertos por varios países de Europa, Latinoamérica, Asia, Norteamérica y Oceanía, la gira culminó el 2 de diciembre de 2016 en Berlín.

## Antecedentes
El 24 de enero de 2010 Scorpions anunció que pondría fin a su carrera con el álbum de estudio Sting in the Tail, considerado por ellos mismos como uno de los mejores que han grabado. La consiguiente gira de despedida, Get Your Sting and Blackout World Tour, comenzó el 15 de abril de 2010 en Praga (Austria) y, al principio, contaba con presentaciones hasta el 2011. En ese mismo año, Sony les exigió que grabaran un nuevo disco con el propósito de extender la gira. Así fue como el 4 de noviembre del mismo salió al mercado el álbum de regrabaciones y versiones Comeblack, el cual coincidió con el inicio del nuevo tramo del tour llamado Final Sting. Con más de ochenta conciertos, esta parte culminó el 17 de diciembre de 2012 en Múnich (Alemania). En enero de 2013 la banda sorpresivamente canceló el plan de retiro, un cambio de actitud que se dio de forma gradual durante el tour, según el vocalista Klaus Meine.
A finales de 2012 MTV les propuso ser parte de la serie MTV Unplugged, así que durante el primer semestre de 2013 los músicos retrabajaron decenas de canciones en formato acústico. El espectáculo se realizó en vivo el 11, 12 y 14 de septiembre del mismo año en el anfiteatro del Monte Licabeto de Atenas (Grecia), pero solo los conciertos de las dos primeras fechas fueron grabados para la producción MTV Unplugged - Live in Athens. Publicado el 29 de noviembre, logró posiciones medias en varias listas musicales, destacando el puesto 5 en el Media Control Charts de Alemania. Terminó el año como el septuagésimo cuarto disco más vendido y en 2014 el organismo alemán Bundesverband Musikindustrie (BVMI) le entregó un disco de oro, por comercializar más de 100 000 unidades. Debido al éxito en ese país, el concierto se replicó en 2014 en cinco ciudades: Múnich, Kempten, Colonia, Hamburgo y Stuttgart. Todas estas presentaciones eran parte del tramo final de la gira llamado Rock N' Roll Forever Tour, que comenzó el 14 de julio de 2013 en Dnipropetrovsk (Ucrania) y culminó el 29 de noviembre de 2014 en Bruselas (Bélgica).
Paralelo a la realización del tour, en 2011 la banda inició un proyecto llamado Outtakes que consistía en recuperar canciones inacabadas escritas en los años ochenta para recopilarlas en un disco; un «álbum bonus track», como solía llamarlo el guitarrista Rudolf Schenker. Sin embargo, la idea no prosperó debido a la extensión de la gira. En 2013 trataron de retomarlo, pero de nuevo lo cancelaron cuando llegó MTV. Cabe señalar que «Rock and Roll Band» y «Dancing with the Moonlight» se extrajeron de esta revisión, pero les modificaron la letra antes de añadirlas en el MTV Unplugged - Live in Athens. Durante ese mismo tiempo, Schenker señaló que tenían varios proyectos en carpeta. Uno de ellos era editar un documental sobre la historia de la banda, pues poseían más de 900 horas de material fílmico grabado en distintos lugares en donde han tocado, como en la Amazonia, la plaza roja de Moscú o al frente de las pirámides de Guiza. A pesar de que se pensó en estrenarlo en 2013 en el Festival Internacional de Cine de Berlín, aplazaron la idea para el 2015 para conmemorar el 50° aniversario de la banda. Junto con ello, de cierta manera reanudaron el proyecto Outtakes para publicar un álbum de estudio bajo la misma premisa.

## Grabación

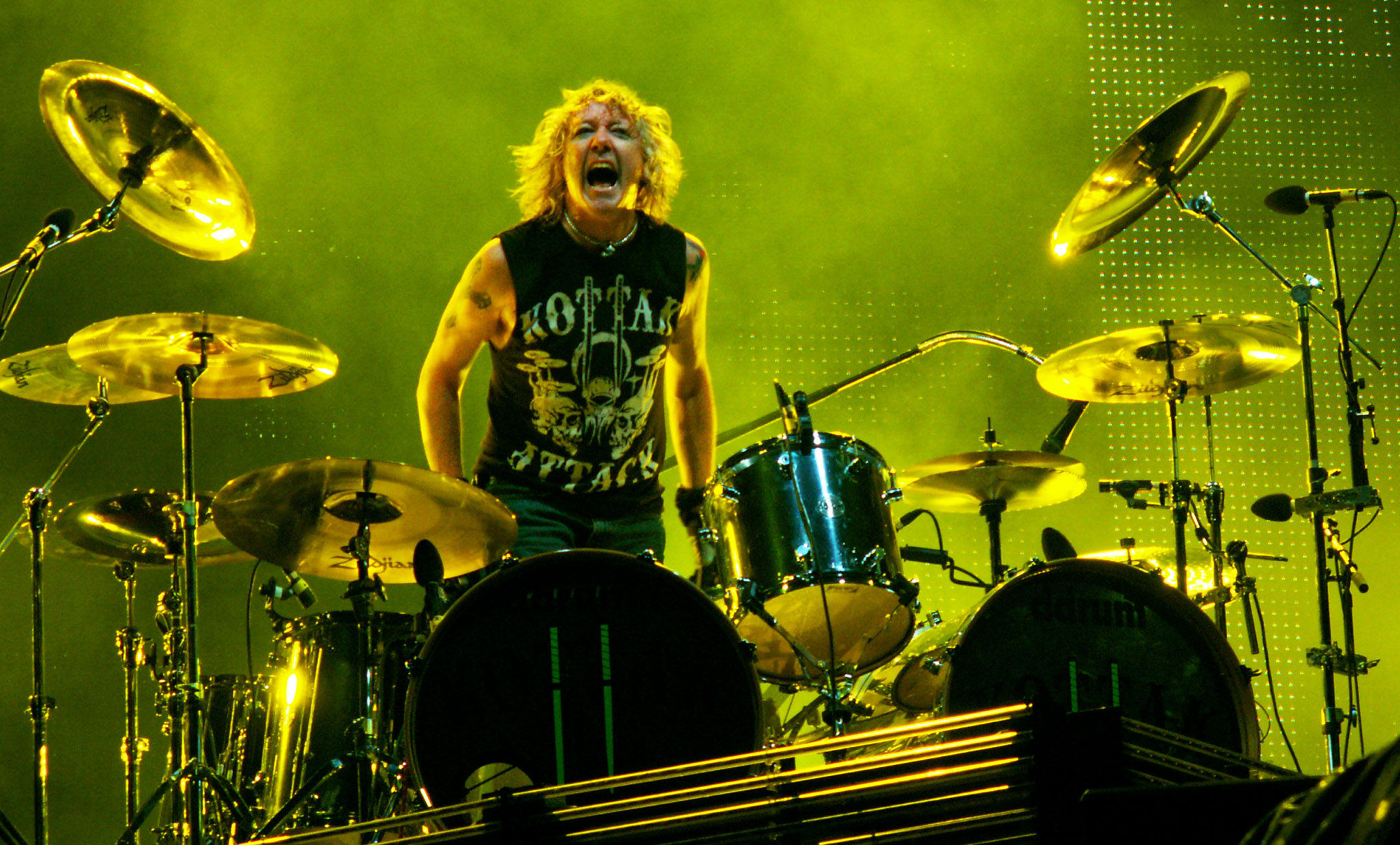
Return to Forever fue el último álbum de Scorpions grabado junto con el baterista James Kottak.

Los músicos recopilaron tres discos con canciones inacabadas y se los pasaron al productor Mikael Andersson para que seleccionara las que más encajaban con el sonido de la banda. Muchas de ellas estaban guardadas en maquetas y no poseían letra ni tampoco un click track. La grabación se realizó por partes en los estudios Cuttingroom de Estocolmo y tanto la grabación propiamente tal de las cintas como la producción y mezcla quedaron a cargo de Andersson y Martin Hansen. Durante el primer cuatrimestre de 2012 pasaron «resucitando» algunas pistas que habían sido grabadas y descartadas en las sesiones de Blackout (1982), Love at First Sting (1984), Savage Amusement (1988) y Crazy World (1990). Para julio ya habían trabajado en doce canciones, sin embargo, esperaban volver a considerar otras y contar entre dieciséis y dieciocho, para luego elegir las doce mejores. De acuerdo con el guitarrista Matthias Jabs, debido a los conciertos que debían dar, no pasaban más de quince días seguidos en el estudio. La grabación se hizo de manera digital, pero trataron de mantener lo mejor posible las ideas básicas, los riffs, la sensación y la forma en que estaban escritas y arregladas originalmente. Además, se hizo de una manera más eficiente, pues mientras Andersson registraba la guitarra con Jabs, Hansen estaba en otra sala grabando las voces con Meine.
Aunque existió la posibilidad de publicar el álbum en 2013, detuvieron el proceso de grabación debido a la propuesta de MTV. Para la primavera boreal de 2013, Meine señaló que descubrieron tres canciones más, pero hasta febrero de 2014 no había planes de volver al estudio. Al mes siguiente, Schenker confirmó que «Rock and Roll Band» y «Dancing with the Moonlight» serían arregladas en versión eléctrica y esperaban seguir trabajando en el disco después de terminar de dar los conciertos de 2014. No obstante, para mediados de ese año, Schenker descubrió que Scorpions cumpliría cincuenta años en 2015, así que su mánager les sugirió que había que celebrarlo, pues sería la única banda alemana en lograr esa cifra. Fue entonces cuando reconsideraron lo que estaban haciendo y llegaron a la conclusión de que tenían que crear un álbum de estudio como tal. Por ese motivo, regresaron a Estocolmo y les comentaron a los productores que restructurarían las canciones ya grabadas y, además, escribirían otras. Según Schenker, crearon o reescribieron los riffs y los acordes de algunas pistas.
Para finales de 2014 contaban con treinta canciones registradas, de las cuales muchas eran nuevas. Una vez terminada la grabación, Mats «Lipman» Lindorfs las masterizó en los estudios Cuttingroom. Al final, escogieron diecinueve y pretendían publicarlas en un álbum doble; sin embargo, cuando se las presentaron a los ejecutivos de Sony, estos rechazaron la idea ya que querían que algunas de ellas fueran editadas como pistas adicionales en distintos mercados. Por esa razón, para la edición estándar seleccionaron doce: seis nuevas y seis retrabajadas. Cabe indicar que Return to Forever fue el último álbum grabado con el baterista James Kottak, ya que en abril de 2016 dejó la banda por su adicción al alcohol.

## Composición
Después de que reestructuraron la idea del álbum, los productores también se involucraron en el proceso creativo, ya sea escribiendo o cocomponiendo la música o las letras de las canciones nuevas. Escrita precisamente por los productores y Meine, «Going Out with the Bang» es una pista de hard rock con una pizca de blues y trata sobre la amistad y la relación de los músicos en los últimos cincuenta años. Compuesta por el mismo trío de creadores, «We Built the House» relata la vida, la filosofía y las lecciones de estar en una banda de música. Para mantener la atmósfera y los sentimientos que trasmite la canción, Matthias Jabs interpretó un solo de guitarra corto, melódico y tranquilo. En un análisis realizado por el crítico Martin Popoff, se señala que ambas son autobiográficas: la primera, demuestra la «alta fidelidad orgánica de los productores» para con la banda, mientras que la segunda, es una balada de pop rock de tempo rápido pensada para los estadios (arena rock) y cuenta de manera alegre la carrera de Scorpions.
«Rock My Car» la escribieron Meine y Schenker en 1985 para el eventual álbum sucesor de Love at First Sting (1984) y estaba en una maqueta que el productor Dieter Dierks había rechazado por entonces. En algunos conciertos de 1986 la banda la tocó en vivo y por años se sabía de ella porque una de esas grabaciones en directo se subió a Internet. Según el guitarrista, trata sobre conducir un vehículo a alta velocidad por la autopistas de Alemania, cuya inspiración vino después de pasar mucho tiempo viajando en aviones y limusinas en las giras y lo único que quería era subirse a su automóvil y pisar el acelerador a fondo. De acuerdo con Popoff, la banda la pulió a su sonido actual y le dio un mayor peso a las guitarras y a la batería de Kottak, además, le añadió un coro de «una pandilla de heavy metal». «House of Cards» es una power ballad que trata sobre el amor y como este puede convertirse en odio. Schenker compuso la música a finales de los ochenta y Meine escribió la letra en 2001, ya que habían considerado incluirla en el disco unplugged Acoustica (2001). Con un estilo de blues, el guitarrista Matthias Jabs interpreta la guitarra eléctrica en un suave estilo, similar al de David Gilmour. y tocó el solo con los dedos en vez de usar una púa. «All For One» también relata la filosofía de la banda, en donde Schenker demuestra sus «clásicos acordes apilados» y presenta «melodías intrigantes y elegantes» dentro de un arena rock.

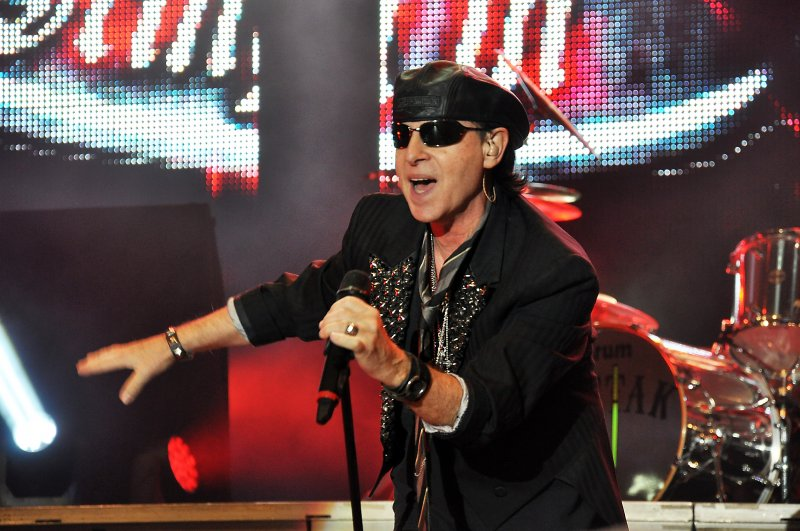
El vocalista Klaus Meine escribió o coescribió dieciséis de las diecinueve canciones

«Rock 'n' Roll Band» también proviene de la maqueta descartada en 1985. Escrita únicamente por Meine trata sobre «sexo, drogas y rock and roll» en la vida nocturna de Los Ángeles. El vocalista se inspiró cuando en los años ochenta visitaba las discotecas del Sunset Boulevard y veía a las mujeres haciendo estriptis con la música de la banda de fondo. Considerada por Popoff como la más pesada y rápida del disco, es alzada por un riff de punk rock y la batería de Kottak; por su parte, Schenker es quien interpreta el solo. «Catch Your Luck and Play» la escribieron Meine y Schenker durante las sesiones de Savage Amusement (1988), pero para entonces se llamaba «Bite of the Snake». Contaba con el riff inicial, pero le faltaba el estribillo y un gancho, así que cuando la retomaron, la terminaron de escribir junto con los productores. Sobre el significado de la letra, Meine comentó: «No importa lo que se me presente, mañana es un nuevo día. Y vamos por ello». Popoff señaló que posee la vibra sonora del álbum Animal Magnetism (1980) y mezcla «las melodías ofensivas del hair metal con los sofisticados colores teutónicos». Definida por Popoff como «un pop infantil con un ritmo de palmada, que rememora una producción de los ochenta pero también al actual pop para niños», «Rollin' Home» la comenzó a escribir Hansen y, más tarde, terminó involucrándose Meine y Andersson. Para la letra, el sueco tomó inspiración de una historia que le contó el vocalista sobre un accidente que tuvieron a principios de los setenta cuando viajaban a un concierto en una vieja furgoneta; afortunadamente, todos los pasajeros sobrevivieron.
«Hard Rockin' the Place» la creó Meine y Schenker a principios de los años ochenta y permaneció en una maqueta por años. Usualmente la consideraban para incluirla en los posteriores álbumes, pero cada vez que la probaban no encajaba con el resto del material. Es una canción que presenta un «valiente riff de heavy rock, junto con texturas y trinos en las guitarras», otorgándole una «cualidad alemana en los cambios de los acordes». «Eye of the Storm» es una balada que compuso Meine en 1991 y trata sobre escribir una postal y enviarla a casa después de una larga gira. Al principio, la habían considerado para Humanity: Hour I (2007), pero la descartaron ya que existían muchas otras canciones para ese disco. En cuanto a la idea y los arreglos, demuestra «cierto crecimiento en el departamento de la balada acústica» por parte de Scorpions. «The Scratch» la escribió Andersson y Hansen en octubre de 2014, justo antes de terminar el proceso de grabación. Es una canción de rock y swing, estilo big band, influenciada en Benny Goodman y con dieciocho líneas diferentes de guitarras, las que fueron registradas en un solo día. Popoff estimó que es una pista experimental de hard rock que recuerda el rock festivo de Savage Amusement (1988) y Crazy World (1990). «Gypsy Life» es otra balada con influencias de blues, que se escribió en 1999 o principios del año 2000 y se suponía que iba a figurar en Acoustica (2001). Trata sobre la vida de los músicos en las giras y como la extrañan cuando pasan mucho tiempo en sus casas.
Las siguientes canciones estuvieron disponibles como pistas adicionales en determinadas ediciones, que según Popoff, mantienen el mismo esquema compositivo que las principales, pues mezclan rock y baladas, con un poco de pop y cierta experimentación. De hecho, el autor sugiere que cualquiera de ellas podría haber figurado sin problemas en la versión estándar. Escrita por Meine, «The World We Used to Know» es una canción política sobre los conflictos de la época, como los vividos en la Franja de Gaza y Ucrania. Según el autor, es una reflexión sobre el mundo que solía ser y el que es ahora. «Dancing with the Moonlight» nació de una maqueta grabada durante las sesiones de Savage Amusement llamaba «Dancing in the Moonlight». La letra relata una situación que le pasó a la banda mientras viajaba en un avión para el día de cumpleaños de Meine, en el marco de una gira de conciertos por Rusia en 2009 junto con Alice Cooper y Kingdom Come. Mientras estaba en el aire, la aeronave atravesó una tormenta eléctrica y comenzó a descender. Meine la tituló así, porque parecía que el avión estaba bailando con la luz de la luna. Popoff sugiere que «When the Truth is a Lie» es una síntesis inteligente e interesante entre la luz (rock) y sombra (power ballad) de la banda.
«Who We Are» es una de las canciones más cortas que ha escrito Meine en su carrera, cuyo título, como sugiere Schenker, tiene el tradicionalismo de The Who. «Delirious» es de mediados de los años ochenta que nunca la pudieron agregar en sus anteriores discos porque posee un estilo experimental y un ritmo bailable. Schenker estimó que está influenciada en el álbum Physical Graffiti de Led Zeppelin (1975). «One and One is Three» la comenzó a escribir Schenker en la Navidad de 2012 junto con el road manager, Clifford Gauntlett —quien ideó el título— y trata sobre la sinergía, en el sentido de que todo es posible de lograr cuando realmente crees en ello. Más tarde, el guitarrista la terminó de componer con su técnico de guitarra, Peter Kirkman, y los productores. «Crazy Ride» relata el viaje que ha hecho la banda desde su inicio hasta celebrar los cincuenta años de carrera. En una línea de la letra dice a nameless band back in '65 (en español, «una banda sin nombre por allá en el 65») la que hace alusión a Scorpions, pues se fundó en 1965 y, para entonces, se hacía llamar Nameless.

## Lanzamiento y reediciones
El 16 de agosto de 2014, Scorpions publicó en sus redes sociales una imagen promocional que anunció el lanzamiento del álbum y la realización de la gira conmemorativa por los cincuenta años de carrera. Por su parte, el 19 de diciembre se anunció el título, la portada y las canciones que componen la versión estándar y la de lujo. El 19 de febrero de 2015 se celebró en Hamburgo una fiesta de lanzamiento del álbum que se transmitió en directo en el sitio web oficial de la banda. Tras escucharlo junto con Klaus Meine, Rudolf Schenker y Matthias Jabs, los medios de comunicación y los fanes tuvieron la oportunidad de hacerles preguntas, mientras que los músicos compartieron información y anécdotas íntimas sobre la creación del disco.
Return to Forever salió a la venta el 20 de febrero de 2015 por medio de Sony Music, en distintos formatos de almacenamiento dependiendo del mercado. La versión estándar incluye doce canciones y se publicó tanto en disco compacto como en doble disco de vinilo. La edición de lujo incluye cuatro pistas adicionales: «The Word We Used to Know», «Dancing with the Moonlight», «When the Truth is a Lie» y «Who We Are». Por su parte, RCA Records, filial de Sony, publicó la misma edición en Japón, pero con dos pistas exclusivas más: «One and One is Three» y «Crazy Ride». En cambio, el 11 de septiembre de 2015 New Door Records lo publicó en los Estados Unidos en un CD con diecinueve canciones, incluyendo como exclusividad a «Delirious».
Además, existe una caja recopilatoria para coleccionistas conformada por el disco edición de lujo, una camiseta exclusiva de Return to Forever, una tarjeta autografiada y una memoria USB que posee un pase de fan y un audiolibro. En 2016, Sony lanzó al mercado la versión edición tour integrada por un disco compacto con las diecinueve canciones, un DVD con la presentación dada el 12 de septiembre de 2015 en Brooklyn y otro con el concierto en vivo registrado el 20 de junio del mismo año en el festival Hellfest. Además, posee un documental titulado On the Road in America, los videoclips de «We Built this House» y «Going Out with a Bang», los videos con la letra de «We Built this Hpuse» y «Eye of the Storm», dos entrevistas pista por pista y otras dos genéricas, subtituladas tanto en inglés como en alemán.

## Portada y título
En 2014, Scorpions contactó al diseñador gráfico alemán, Tim Ekhorst, para que creara el logotipo que sirvió para publicitar la gira del cincuenta aniversario. Semanas más tarde, también realizó la portada del álbum y la de los sencillos, «We Built this House» y «Eye of the Storm». La imagen consta de una corona de plata con dos pequeños altavoces en su parte superior, ubicada dentro de un fondo negro y cubierta levemente por humo. Posteriormente, la imagen fue retocada y terminada por las diseñadoras Isabel Pyc y Petra Hirschfeld, y la firma Sassenbach Advertising. El apelativo del disco fue una discusión que duró semanas, ya que los músicos constantemente proponían nombres al sello discográfico. Un día, uno de los representantes de la compañía les propuso return to forever y los músicos seleccionaron ese título únicamente porque encajaba con el documental que acababan de estrenar, llamado Forever and a Day. Cabe señalar que dentro del folleto de notas, la banda le dedicó el álbum a su mánager y amigo, Peter F. Amend, quien falleció el 1 de septiembre de 2014.

## Promoción

### Sencillos
Sony Music decidió publicar «We Built this House» como primer sencillo, y salió al mercado europeo el 19 de diciembre de 2014 como descarga digital a través de las plataformas Amazon e iTunes. Alcanzó el puesto 30 en la lista musical de Polonia y el 45 en el Suomen virallinen lista de Finlandia. Por su parte, el 6 de julio de 2015 estuvo disponible en los Estados Unidos como descarga, para quienes habían preordenado el álbum en Amazon y iTunes. En ese país, consiguió el puesto 10 en la lista US Classic Rock Radio. El 11 de julio el video con la letra de la canción se publicó en el sitio web oficial de Rolling Stone, mientras que el 11 de agosto el videoclip salió como exclusividad para los Estados Unidos en la página web de Eddie Trunk. Sin embargo, cabe señalar que el video ya había sido subido a la cuenta oficial de Scorpions en Youtube el 19 de febrero de 2015.
A pesar de que se anunció que el segundo sencillo, «Eye of the Storm», saldría el 8 de mayo de 2015, finalmente lo hizo el 4 de mayo como descarga digital a nivel mundial (excepto en Norteamérica), tanto en la versión original incluida en el álbum como la destinada para las radios. Por su parte, el tercer sencillo, «Going Out with a Bang», fue lanzado el 21 de agosto de 2015 solo en Europa, mientras que el 11 de septiembre estuvo disponible en los Estados Unidos. También el 21 de agosto salió al aire el respectivo videoclip, dirigido por Dennis Dirksen y muestra imágenes de los conciertos en vivo dados en Barcelona (España) y Maidstone (Inglaterra).

### Gira de conciertos

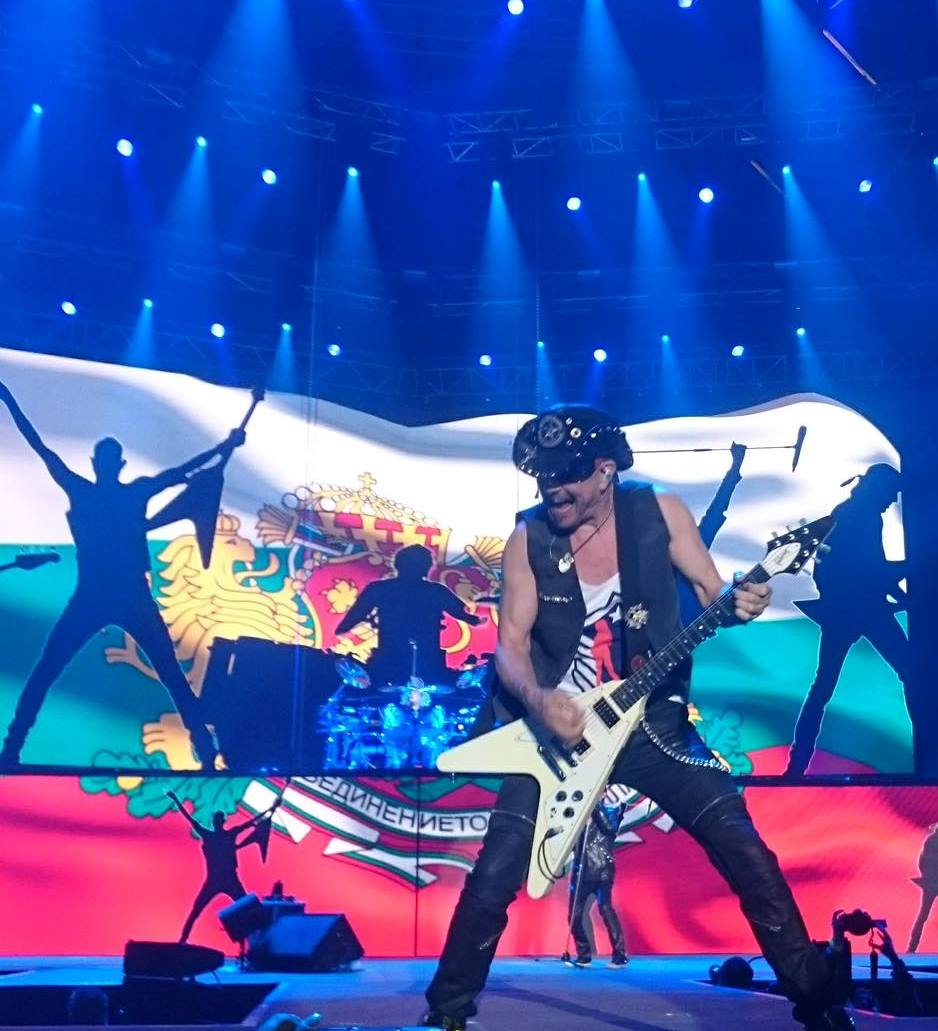
El álbum contó una gira de conciertos que, además, celebró los 50 años de carrera de la banda. En la imagen, Rudolf Schenker en el espectáculo de Sofía (Bulgaria) en 2016

El 50th Anniversary Tour, que celebró los cincuenta años de carrera de la banda y, además, promocionó el álbum, comenzó el 1 de mayo de 2015 en Zhenjiang, concierto que marcó un hito para Scorpions pues era la primera vez que tocaba en China. Desde el 8 de mayo hasta el 1 de agosto la banda se presentó en veintitrés ciudades europeas, tanto en estadios cubiertos como en festivales de música. Luego de una presentación en la urbe surcoreana, Incheon (7 de agosto), y en la alemana, Coburgo (21 de agosto), el 10 de septiembre en Boston comenzó el tramo por Norteamérica, con doce fechas por los Estados Unidos y cuatro en Canadá. Durante estos conciertos, Queensrÿche hizo de telonera. Entre el 9 de noviembre y el 8 de diciembre aconteció el segundo tramo por Europa con presentaciones en Italia, Francia, Bélgica y Suiza; de hecho, el último espectáculo de 2015 fue el 8 de diciembre en Ginebra.
El 17 de febrero en Odesa (Ucrania) comenzó las presentaciones de 2016, que le permitió tocar en otras catorce urbes europeas. Por su parte, durante el mes de mayo Scorpions dio más de una decena de conciertos en los Estados Unidos, de los cuales destacaron cinco fechas en el The Joint de Las Vegas, como parte de la residencia llamada Blacked Out in Vegas, en donde de nuevo contaron con Queensrÿche como artista telonero. Las fechas estadounidenses las realizaron con el baterista Mikkey Dee, ya que el 28 de abril la banda anunció la salida de James Kottak. Semanas más tarde, Kottak informó que renunció para enfocarse en su tratamiento contra el abuso del alcohol. Durante junio y julio hubo conciertos en México, Turquía, Israel y en once países europeos, mientras que el 14 de agosto volvió a presentarse en China. El 21 del mismo mes se presentó por primera vez en Georgia, en el recinto Black Sea Arena de Batumi, ante 10 000 personas.
En septiembre ocurrieron las presentaciones por Sudamérica, que sumó cuatro en Brasil y una en Argentina, Chile y Paraguay; de hecho, fue la primera vez que Scorpions tocaba en Asunción. Tras ello, la gira continuó en octubre por Asia y Oceanía, destacando el debut de la banda en Australia, Vietnam y la República de China. A finales de noviembre ocurrió el último tramo por Europa, con un evento en Francia y cinco en Alemania. Con más de 127 conciertos, la gira culminó el 2 de diciembre de 2016 en el Mercedes-Benz Arena de Berlín.

## Recepción

### Crítica especializada
Return to Forever recibió reseñas principalmente favorables por parte de la prensa especializada. Fred Thomas, de AllMusic, comentó que «encarna la misma celebración exagerada [de Sting in the Tail] y el jolgorio hedonista de unos Scorpions mucho más jóvenes», además, destacó la producción, algunas canciones como la «potente "House of Cards"» y la composición, pues, «está a la par de algunos de los mejores trabajos de la banda». Ray Van Horn Jr., del sitio Blabbermouth.net, expresó que es un disco novedoso, pero con peculiaridades. Sobre las canciones, resaltó a «Rock My Car», «Rock 'n' Roll Band» y «House of Cards», aunque tuvo una contraria opinión con «Rollin' Home». Al terminar su reseña, señaló: «Los Scorpions hacen todo lo posible aquí, como lo hicieron en "Sting of the Tail" antes, para hacer creer que están viviendo en un "World Wide Live" una vez más». Nick Balazs, de la canadiense Bravewords, subrayó que las mejores canciones pesadas son «Rock 'n' Roll Band» y «The Scratch», mientras que «Gypsy Life» es la mejor balada. Con respecto al álbum, lo llamó uno sólido de hard rock y podía encajar cómodamente entre Crazy World (1990) y Face the Heat (1993). Nick Hasted, de Classic Rock, escribió que revive fielmente «la naturaleza diluida de gran parte del rock de los ochenta», así que no hay mucho que realmente emocione. Sin embargo, consideró que «All for One» y «Rock 'n' Roll Band» le dan un toque especial al corazón del álbum. Jay Roberts, de KNAC.com, le dio una calificación casi perfecta, 4.8 de cinco puntos posibles. Hizo hincapié en las letras retrospectivas, la intervención de los productores en el proceso creativo, la calidad de la voz de Meine, la música y que «nada parece artificial». En resumen, Return to Forever «puede servir como una fuente casi perfecta de entretenimiento de rock and roll para cualquier fanático de la música que quiera roquear».
Arien van der Graaf, de la revista Melodic, comentó que «suena más fresco como el agua cristalina», «hay algunas canciones que saben al mejor vino o al caramelo más dulce», ya sea las baladas, roqueras y las de medio tempo, y gracias a «sus guitarras afiladas como navajas, sus grandes armonías melódicas y sus himnos, siguen siendo la banda de rock más exitosa de Alemania». Al final, expresó: «Es simple, pide este álbum clásico de los Scorpions, es realmente uno de sus mejores». Matthias Weckmann, para la edición alemana de Metal Hammer, lo nombró el mejor álbum de la banda en los últimos veinte años, porque es más sencillo en lo sonoro como en lo estilístico que Sting in the Tail. Sin embargo, no careció de trivialidades dando como ejemplos a «Rock My Car», «Catch Your Luck and Play», «Rollin' Home» y «The World We Used to Know». Jedd Beaudoin, de la revista en línea PopMatters, le asignó siete estrellas de un total de diez e indicó que bien podría llamarse 1991 porque retoma justo donde se quedó Crazy World de 1990. A su vez, recalcó la calidad de la voz de Meine y el ambiente festivo del álbum ejemplificado en «Rock My Car», «Rock 'n' Roll Band» y «Gypsy Life». Además, concluyó: «No sabemos si este será el último LP de Scorpions, pero si lo es, la pequeña banda de Hannover seguramente habrá salido con, como se suele decir, una explosión». El sitio Ultimate-guitar.com mencionó que muestra algunas similitudes ineludibles con Blackout y Animal Magnetism, y revive el sonido clásico del hard rock de los ochenta. Aspectos como la música, las letras, el buen estado de la voz y la interpretación de Meine fue bien criticados. El sitio cerró la reseña diciendo que «está repleto de momentos memorables que seguramente agradarán tanto a los fanáticos más acérrimos como a los oyentes ocasionales».
El periodista Malcolm Dome, en un recuento de los álbumes de la banda realizado para Classic Rock, posicionó a Return to Forever en el puesto nueve. Comentó que la idea de retomar canciones olvidadas de los ochenta parecía muy desesperada, pero el plan funcionó de manera brillante, gracias a canciones triunfantes y al sonido enérgico y excitable de una banda que volvió a rugir. Michael Coyle, de Metal Temple, lo puntuó de diez sobre diez y reseñó que «Going Out with a Bang» es una de las canciones más bluseras del último tiempo y «House of Cards» una de las baladas más hermosas del año. Según el autor, el álbum posee todo lo que se necesita para demostrar que Scorpions aún se mantiene vigente. Daniel Böhm, de la alemana Rocks Magazine, escribió sobre la edición tour que consideraba de mala costumbre reeditar álbumes en formato ampliado un par de meses después del lanzamiento oficial, aunque no culpó directamente a la banda. Llamó al contenido extra como un «aburrido programa de bises» y sobre el álbum propiamente tal, destacó su «muy bien cuidada producción».
Por otra parte, también obtuvo reseñas mixtas a negativas. El autor francés Guillaume Gaguet, del sitio Forces Parallèles, le dio una calificación de dos estrellas de cinco, en donde criticó negativamente la intervención de los productores en la composición, ya que con la adición de arreglos modernos antinaturales, la banda perdió parte de su personalidad. Además, notó la poca presencia de Jabs en los solos, las canciones poco relevantes, citando a «Rollin' Home» como la verdadera decepción. Sin embargo, tuvo una buena opinión con las canciones escritas en los años ochenta y la voz de Meine. Aunque señaló que es convincente y más explosivo que Sting in the Tail, en su totalidad, es menos consistente e inspirado. Russ Coffey, de The Arts Desk, también le dio esa nota, porque es un disco que «no añade nada a su catálogo anterior». La única canción que destacó fue «House of Cards» porque es una bonita balada, sin embargo, criticó que el álbum «suena como si estuviera funcionando con piloto automático impulsado por riffs ajados», en donde «hubo un fatídico encuentro» con los productores. Eduardo Rivadavia, de Ultimate Classic Rock, en su lista de los álbumes de la banda ordenados de peor a mejor, lo posicionó en el puesto dieciséis. En su análisis, ironizó que la palabra retiro tiene distintas definiciones en alemán y en inglés, por el lanzamiento de este disco después de la gira de despedida. Sobre el álbum propiamente tal, indicó que tiene «numerosas alusiones a la mortalidad y a las viejas glorias que confirmaban la escasez de nuevas ideas de la banda».

### Comercial
Una vez que salió al mercado, logró buenas posiciones en las principales listas musicales mundiales. En Alemania, para la semana del 6 de marzo de 2015 debutó en el puesto 2 en el Media Control Charts y permaneció en la lista hasta el 22 de mayo. Más tarde, el 18 de marzo de 2016, reingresó en la posición 37. En total, terminó como el nonagésimo quinto álbum más vendido de 2015. El 7 de marzo de 2015 ingresó en el quinto lugar en Francia y estuvo en el recuento nacional de manera continua hasta la semana del 29 de agosto. Posteriormente, el 21 de noviembre volvió a entrar en el puesto 100 (sumando seis semanas más), mientras que el 19 de marzo de 2016 nuevamente entró, esta vez en el 102. El 26 de noviembre de 2015 el organismo Syndicat National de l'Édition Phonographique (SNEP) lo certificó de disco de oro, tras vender más de 50 000 copias. En la primera semana de marzo, logró la tercera posición en el 2M Charts de Rusia. El 27 de mayo el National Federation of Phonograph Producers (NFPP) le entregó un disco de platino por comercializar más de 10 000 unidades en ese país. En Polonia llegó hasta el puesto 20 en el Polish Music Charts y en 2024 la Związek Producentów Audio Video (ZPAV) le confirió un disco de oro, en representación a 10 000 copias vendidas.
En los demás países europeos, Return to Forever obtuvo el puesto 2 en el Schweizer Hitparade de Suiza, el 4 en el Album Top 40 de Hungría, el 5 en el Top 75 Albums de Grecia, el 7 en el Suomen virallinen lista de Finlandia, el 11 tanto en el Ö3 Austria Top 40 de Austria como en el Top 100 Álbumes de España, el 13 en el CZ Albums - Top 100 de República Checa, el 17 tanto en el Sverigetopplistan de Suecia como en el Ultratop (región Flandes) de Bélgica y en el AFP Charts de Portugal, el 28 en el Top 100 Artisti de Italia, el 29 en el Scottish Albums Chart de Escocia, el 36 en el Ultratop (región Valona) de Bélgica y el 39 en el Dutch Top 100 Albums de los Países Bajos. Por su parte, en las listas del Reino Unido el álbum consiguió la casilla 4 en el Rock & Metal Albums Chart, 17 en el Record Store Chart, 18 en el Physical Albums Chart, 20 en el Albums Chart Update, 29 en el Albums Sales Chart y el 31 en el UK Albums Chart.
En Corea del Sur llegó hasta el puesto 73 en el Circle Chart, mientras que en Japón lo hizo en el 23 en el Top 100 Albums de Billboard Japan y en el 26 en la lista elaborada por Oricon. En Canadá alcanzó la casilla 16 en el Canadian Albums Chart. En cuanto a las listas de los Estados Unidos, Return to Forever ingresó en varias de las desarrolladas por la revista Billboard: puesto 7 en el Top Hard Rock Albums, 11 tanto en el Top Rock Albums como en el Top Rock & Alternative Albums, 14 en el Indie Store Albums Chart, 33 tanto en el Top Album Sales como en el Top Current Album Sales, y 65 en el Billboard 200. De acuerdo con Media Traffic, para la semana del 14 de marzo de 2015 Return to Forever fue el decimoséptimo álbum más vendido en el World Albums Top 40.

## Lista de canciones
| N.º | Título                      | Escritor(es)                       | Duración |  |
| 1.  | «Going Out with a Bang»     | Meine, Andersson, Hansen           | 3:47     |  |
| 2.  | «We Built This House»       | Meine, Andersson, Hansen           | 3:53     |  |
| 3.  | «Rock My Car»               | Schenker, Meine                    | 3:20     |  |
| 4.  | «House of Cards»            | Schenker, Meine                    | 5:05     |  |
| 5.  | «All for One»               | Meine, Andersson, Hansen           | 3:00     |  |
| 6.  | «Rock 'n' Roll Band»        | Meine                              | 3:54     |  |
| 7.  | «Catch your Lucky and Play» | Schenker, Meine, Andersson, Hansen | 3:33     |  |
| 8.  | «Rollin' Home»              | Meine, Andersson, Hansen           | 4:03     |  |
| 9.  | «Hard Rockin' the Place»    | Schenker, Meine                    | 4:06     |  |
| 10. | «Eye of the Storm»          | Meine, Andersson, Hansen           | 4:27     |  |
| 11. | «The Scratch»               | Andersson, Hansen                  | 3:41     |  |
| 12. | «Gypsy Life»                | Schenker, Meine                    | 4:51     |  |

| Pistas adicionales en la edición deluxe |                              |                         |          |  |
| N.º                                     | Título                       | Escritor(es)            | Duración |  |
| 13.                                     | «The World We Used to Know»  | Meine                   | 3:51     |  |
| 14.                                     | «Dancing with the Moonlight» | Meine, Jabs             | 3:42     |  |
| 15.                                     | «When the Truth is a Lie»    | Jabs, Andersson, Hansen | 4:27     |  |
| 16.                                     | «Who We Are»                 | Meine                   | 2:33     |  |

| Pistas adicionales en la edición deluxe de Japón |                              |                                                 |          |  |
| N.º                                              | Título                       | Escritor(es)                                    | Duración |  |
| 13.                                              | «The World We Used to Know»  | Meine                                           | 3:51     |  |
| 14.                                              | «Dancing with the Moonlight» | Meine, Jabs                                     | 3:42     |  |
| 15.                                              | «When the Truth is a Lie»    | Jabs, Andersson, Hansen                         | 4:27     |  |
| 16.                                              | «Who We Are»                 | Meine                                           | 2:33     |  |
| 17.                                              | «One and One is Three»       | Schenker, Andersson, Hansen, Clifford Gauntlett | 4:22     |  |
| 18.                                              | «Crazy Ride»                 | Meine                                           | 4:21     |  |

| Pistas adicionales en la edición estadounidense |                              |                                        |          |  |
| N.º                                             | Título                       | Escritor(es)                           | Duración |  |
| 13.                                             | «The World We Used to Know»  | Meine                                  | 3:51     |  |
| 14.                                             | «Dancing with the Moonlight» | Meine, Jabs                            | 3:42     |  |
| 15.                                             | «When the Truth is a Lie»    | Jabs, Andersson, Hansen                | 4:27     |  |
| 16.                                             | «Who We Are»                 | Meine                                  | 2:33     |  |
| 17.                                             | «Crazy Ride»                 | Meine                                  | 4:21     |  |
| 18.                                             | «One and One is Three»       | Schenker, Andersson, Hansen, Gauntlett | 4:22     |  |
| 19.                                             | «Delirious»                  | Schenker, Meine                        | 2:58     |  |

## Posicionamiento en listas musicales
| País            | Lista (2015)                  | Posición |
| --------------- | ----------------------------- | -------- |
| Alemania        | Media Control Charts          | 2        |
| Austria         | Ö3 Austria Top 40             | 11       |
| Bélgica         | Ultratop 200 Albums (Flandes) | 17       |
| Bélgica         | Ultratop (Valona)             | 36       |
| Canadá          | Canadian Albums Chart         | 16       |
| Corea del Sur   | Circle Chart                  | 73       |
| Escocia         | Scottish Albums Chart         | 29       |
| España          | Top 100 Álbumes               | 11       |
| Estados Unidos  | Billboard 200                 | 65       |
| Estados Unidos  | Indie Store Albums Chart      | 14       |
| Estados Unidos  | Top Album Sales               | 33       |
| Estados Unidos  | Top Current Album Sales       | 33       |
| Estados Unidos  | Top Hard Rock Albums          | 7        |
| Estados Unidos  | Top Rock Albums               | 11       |
| Estados Unidos  | Top Rock & Alternative Albums | 11       |
| Finlandia       | Suomen virallinen lista       | 7        |
| Francia         | French Albums Chart           | 5        |
| Grecia          | Top 75 Albums                 | 5        |
| Hungría         | Top 40 Album                  | 4        |
| Italia          | Top 100 Artisti               | 28       |
| Japón           | Oricon                        | 26       |
| Países Bajos    | Dutch Top 100 Albums          | 39       |
| Polonia         | Polish Music Charts           | 20       |
| Portugal        | AFP Charts                    | 17       |
| República Checa | CZ Albums - Top 100           | 13       |
| Reino Unido     | Albums Chart Update           | 20       |
| Reino Unido     | Albums Sales Chart            | 29       |
| Reino Unido     | Physical Albums Chart         | 18       |
| Reino Unido     | Record Store Chart            | 17       |
| Reino Unido     | Rock & Metal Albums Chart     | 4        |
| Reino Unido     | UK Albums Chart               | 31       |
| Rusia           | 2M Charts                     | 3        |
| Suecia          | Sverigetopplistan             | 17       |
| Suiza           | Schweizer Hitparade           | 2        |

| País     | Lista (2015)         | Posición |
| -------- | -------------------- | -------- |
| Alemania | Media Control Charts | 95       |
| Bélgica  | Ultratop (Valona)    | 163      |
| Francia  | French Albums Chart  | 78       |

## Certificaciones
| País    | Organismo certificador | Certificación | Ventas certificadas | Ref.    |
| ------- | ---------------------- | ------------- | ------------------- | ------- |
| Francia | SNEP                   | Oro           | 50 000              | [ 102 ] |
| Polonia | ZPAV                   | Oro           | 10 000              | [ 106 ] |
| Rusia   | NFPP                   | Platino       | 10 000              | [ 104 ] |

## Créditos
| - Klaus Meine: voz y coros - Matthias Jabs: guitarra líder, guitarra rítmica y guitarra acústica - Rudolf Schenker: guitarra rítmica, guitarra líder y coros - Paweł Mąciwoda: bajo - James Kottak: batería y coros | - Mikael Andersson y Martin Hansen: producción, mezcla y grabación - Matt «Lipman» Lindorfs: masterización - Hans-Martin Buff: ingeniería y edición - Tim Ekhorst: diseño e ilustración de la portada - Isabel Pyc, Petra Hirschfeld y Sassenbach Advertising: diseño - Oliver Rath: fotografía |

Fuente: Folleto de notas de Return to Forever.